# Zwart-rode hapvogel
De zwart-rode hapvogel (Cymbirhynchus macrorhynchos) is een zangvogel uit de familie Eurylaimidae (breedbekken en hapvogels).

## Verspreiding en leefgebied
Deze soort komt voor in Zuidoost-Azië, Sumatra en Borneo en telt vier ondersoorten:
- C. m. affinis: westelijk en centraal Myanmar.
- C. m. siamensis: zuidelijk Myanmar, zuidelijk Thailand, Cambodja, zuidelijk Laos en zuidelijk Vietnam.
- C. m. malaccensis: midden en zuidelijk Malakka.
- C. m. macrorhynchos: Sumatra, Borneo en de nabijgelegen eilanden.

## Status
De grootte van de populatie is niet gekwantificeerd maar de soort wordt omschreven plaatselijk algemeen. Op de Rode lijst van de IUCN heeft deze soort de status niet bedreigd.